# County of Brant
Brant, formellt County of Brant, är en kommun (single-tier municipality med status som city), före 1999 ett county, i Kanada. Den ligger i provinsen Ontario, i den sydöstra delen av landet, 500 km sydväst om huvudstaden Ottawa. 